# 赤坊主 (妖怪)
赤坊主（あかぼうず）は、新潟県、京都府、愛媛県に伝わる妖怪。それぞれ伝承が異なる。

## 概要

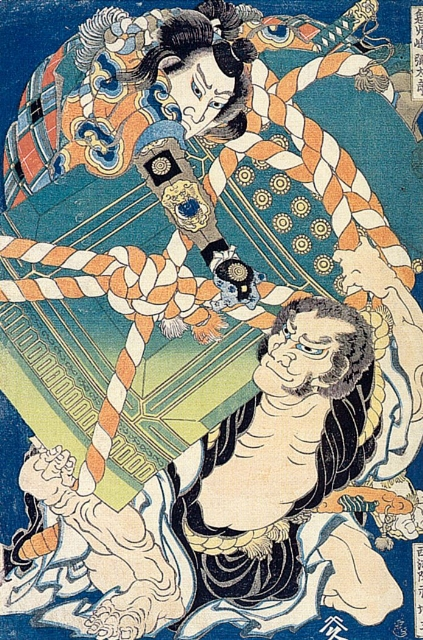
葛飾北斎画『鬼児島弥太郎 西法院赤坊主』

新潟県の赤坊主
林泉寺の釣鐘を奪い、数々の悪行を行っていた妖怪。幼少時に林泉寺で出家した上杉謙信は、自軍でも最も勇猛な児島弥太郎、通称・鬼児島に退治を命じた。弥太郎は単身で林泉寺へ向かうと、死闘の末に赤坊主を倒し、鐘を奪い返したという。
京都府の赤坊主
柳原紀光の随筆『閑窓自語』に記述がある。日野一位資枝卿という人物が若い頃、仲間たちと共に夜更けまで酒を飲みつつ世間話を楽しんでいたところ、屏風の後ろが急に明るくなり、人の気配がした。屏風の裏を覗くと、燃え上がる炎の中に真っ赤な法師が立っており、周囲が怪しむ中で姿を消してしまった。正体は不明だが、家に吉事が起きることの前兆だという。妖怪研究家・多田克己はこれを、東北地方の妖怪として知られる座敷童子に類するものとしている。
愛媛県の赤坊主
南宇和郡城辺町の海で、ある老人が漁を終えて帰ろうとしたところ、海岸に灯りが見えた。老人が灯りへ近づくと、そこには赤坊主が灯りで照らしていた。老人は慌てて逃げ出したが、赤坊主は特に危害を加えることもなく、沖へ歩き去っていったという。